# Temporada 1977-78 de los Portland Trail Blazers
La temporada 1977-78 fue la octava de los Portland Trail Blazers en la NBA. La temporada regular acabó con 58 victorias y 24 derrotas, ocupando el primer puesto de la conferencia Oeste, clasificándose para los playoffs, en los que a pesar de su clasificación en temporada regular, cayeron frente a los Seattle SuperSonics en las semifinales de conferencia.

## Elecciones en elDraft
| Ronda | Puesto | Jugador      | Posición | Nacionalidad   | Universidad |
| ----- | ------ | ------------ | -------- | -------------- | ----------- |
| 1     | 19     | Rich Laurel  | Escolta  | Estados Unidos | Hofstra     |
| 2     | 28     | Kim Anderson | Alero    | Estados Unidos | Missouri    |
| 2     | 41     | T. R. Dunn   | Escolta  | Estados Unidos | Alabama     |

## Temporada regular
| División Pacífico        | División Pacífico | División Pacífico | División Pacífico | División Pacífico | División Pacífico | División Pacífico | División Pacífico | División Pacífico |
| Equipo                   | G                 | P                 | %                 | PD                | Casa              | Fuera             | Div               |                   |
| ------------------------ | ----------------- | ----------------- | ----------------- | ----------------- | ----------------- | ----------------- | ----------------- | ----------------- |
| y-Portland Trail Blazers | 58                | 24                | .707              | –                 | 36–5              | 22–19             | 13–3              |                   |
| x-Phoenix Suns           | 49                | 33                | .598              | 9                 | 34–7              | 15–26             | 8–8               |                   |
| x-Seattle SuperSonics    | 47                | 35                | .573              | 11                | 31–10             | 16–25             | 8–8               |                   |
| x-Los Angeles Lakers     | 45                | 37                | .549              | 13                | 29–12             | 16–25             | 6–10              |                   |
| Golden State Warriors    | 43                | 39                | .524              | 15                | 30–11             | 13–28             | 5–11              |                   |

## Playoffs

### Semifinales de Conferencia
Portland Trail Blazers vs. Seattle SuperSonics 
| Fecha       | Partido                                            | Ciudad   |
| ----------- | -------------------------------------------------- | -------- |
| 18 de abril | Portland Trail Blazers 95, Seattle SuperSonics 104 | Portland |
| 21 de abril | Portland Trail Blazers 96, Seattle SuperSonics 93  | Portland |
| 23 de abril | Seattle SuperSonics 99, Portland Trail Blazers 84  | Seattle  |
| 26 de abril | Seattle SuperSonics 100, Portland Trail Blazers 98 | Seattle  |
| 30 de abril | Portland Trail Blazers 113, Seattle SuperSonics 89 | Portland |
| 1 de mayo   | Seattle SuperSonics 105, Portland Trail Blazers 97 | Seattle  |
|             | Seattle SuperSonics gana las series 4-2            |          |

## Estadísticas
| Rk | Jugador        | Edad | P  | PT | MP   | TC  | TCI  | %TC  | TL  | TLI | %TL  | RO  | RD   | RT   | AS  | RB  | TAP | BP  | FP  | PTS  |
| -- | -------------- | ---- | -- | -- | ---- | --- | ---- | ---- | --- | --- | ---- | --- | ---- | ---- | --- | --- | --- | --- | --- | ---- |
| 1  | Lionel Hollins | 24   | 81 |    | 33.8 | 6.6 | 14.8 | .442 | 2.8 | 3.7 | .743 | 1.0 | 2.4  | 3.4  | 4.7 | 1.9 | 0.4 | 3.0 | 3.3 | 15.9 |
| 2  | Bill Walton    | 25   | 58 |    | 33.3 | 7.9 | 15.2 | .522 | 3.1 | 4.2 | .720 | 2.0 | 11.2 | 13.2 | 5.0 | 1.0 | 2.5 | 3.6 | 2.5 | 18.9 |
| 3  | Maurice Lucas  | 25   | 68 |    | 31.2 | 6.7 | 14.5 | .458 | 3.0 | 4.0 | .767 | 2.7 | 6.4  | 9.1  | 2.5 | 0.9 | 0.8 | 2.8 | 3.3 | 16.4 |
| 4  | Bob Gross      | 24   | 72 |    | 30.0 | 5.3 | 10.0 | .529 | 2.1 | 2.6 | .800 | 2.5 | 3.1  | 5.6  | 3.5 | 1.4 | 0.7 | 2.5 | 3.3 | 12.7 |
| 5  | Johnny Davis   | 22   | 82 |    | 26.7 | 4.2 | 9.2  | .454 | 2.3 | 2.8 | .828 | 0.8 | 1.3  | 2.1  | 2.6 | 1.0 | 0.2 | 1.8 | 2.1 | 10.7 |
| 6  | Dave Twardzik  | 27   | 75 |    | 24.3 | 3.2 | 5.5  | .592 | 2.4 | 3.1 | .782 | 0.5 | 1.3  | 1.8  | 3.3 | 1.4 | 0.1 | 2.1 | 2.5 | 8.9  |
| 7  | Tom Owens      | 28   | 82 |    | 20.9 | 3.8 | 7.8  | .490 | 2.5 | 3.4 | .741 | 2.4 | 4.2  | 6.6  | 2.0 | 0.4 | 0.5 | 1.9 | 3.2 | 10.1 |
| 8  | Lloyd Neal     | 27   | 61 |    | 19.2 | 4.5 | 8.9  | .504 | 2.1 | 2.9 | .718 | 1.9 | 4.2  | 6.1  | 1.3 | 0.5 | 0.3 | 1.6 | 2.1 | 11.0 |
| 9  | Willie Norwood | 30   | 19 |    | 18.5 | 2.1 | 5.2  | .404 | 1.6 | 2.4 | .652 | 1.2 | 2.3  | 3.4  | 1.0 | 0.9 | 0.0 | 2.1 | 2.9 | 5.8  |
| 10 | Larry Steele   | 28   | 65 |    | 17.4 | 3.2 | 6.9  | .470 | 1.5 | 1.9 | .820 | 0.5 | 1.2  | 1.7  | 1.3 | 0.9 | 0.1 | 1.0 | 2.1 | 8.0  |
| 11 | Corky Calhoun  | 27   | 79 |    | 17.3 | 2.2 | 4.6  | .479 | 0.8 | 1.0 | .868 | 0.9 | 1.8  | 2.7  | 1.1 | 0.5 | 0.2 | 0.8 | 1.8 | 5.3  |
| 12 | Jacky Dorsey   | 23   | 4  |    | 12.8 | 2.3 | 4.8  | .474 | 1.8 | 2.8 | .636 | 1.5 | 1.0  | 2.5  | 0.8 | 0.0 | 0.3 | 0.8 | 2.0 | 6.3  |
| 13 | T.R. Dunn      | 22   | 63 |    | 12.2 | 1.6 | 3.8  | .417 | 0.6 | 0.9 | .661 | 1.0 | 1.3  | 2.3  | 0.7 | 0.7 | 0.1 | 0.6 | 1.2 | 3.8  |
| 14 | Wally Walker   | 23   | 9  |    | 11.2 | 2.1 | 4.6  | .463 | 0.6 | 0.9 | .625 | 0.8 | 1.1  | 1.9  | 0.9 | 0.2 | 0.0 | 1.2 | 1.4 | 4.8  |
| 15 | Dale Schlueter | 32   | 10 |    | 10.9 | 0.8 | 1.9  | .421 | 0.9 | 1.8 | .500 | 0.5 | 1.6  | 2.1  | 1.8 | 0.3 | 0.2 | 1.5 | 2.0 | 2.5  |

## Galardones y récords
| Jugador        | Galardón                                                                           |
| Bill Walton    | MVP de la NBA Mejor quinteto de la NBA Mejor quinteto defensivo de la NBA All-Star |
| Maurice Lucas  | Mejor quinteto defensivo de la NBA All-Star                                        |
| Lionel Hollins | Mejor quinteto defensivo de la NBA All-Star                                        |
| Bob Gross      | 2.º Mejor quinteto defensivo de la NBA                                             |